# TACAM (камуфляж)
TACAM (акронім від англ. Tactical Assault Camouflage, дослівно — тактичний штурмовий камуфляж) — деформаційний урбаністичний камуфляж, який з 2004 року використовується виключно Національним контртерористичним центром Сполучених Штатів.

## Опис
Візерунок був розроблений як експеримент, щоб показати здатність фрактальних візерунків, що порушують контур солдата та симетрію. Фрактальний візерунок і різкі геометричні фігури в візерунку добре зливаються в міській та іншій урбаністичній території, де використовується камуфляж.
Однострої з камуфляжем TACAM видаються лише слухачам, інструкторам та випускникам Національного центру розробки та навчання антитерористичних технологій (англ. National Anti-Terrorism Technology Development and Training Center (NAT2DTC)), тим, хто опанував тактику та техніку боротьби з тероризмом.